# Kutinaza
Kutinaza (EC 3.1.1.74) je enzim sa sistematskim imenom kutin hidrolaza. Ovaj enzim katalizuje sledeću hemijsku reakciju
kutin + H2O {\displaystyle \rightleftharpoons } kutin monomeri
Kutin, polimerna strukturna komponenta biljnog epiderma, je polimer hidroksi masnih kiselina koje su obično C16 ili C18 i sadrže do tri hidroksi grupe.

## Literatura
- Nicholas C. Price; Lewis Stevens (1999). Fundamentals of Enzymology: The Cell and Molecular Biology of Catalytic Proteins (Third изд.). USA: Oxford University Press. ISBN 019850229X.
- Eric J. Toone (2006). Advances in Enzymology and Related Areas of Molecular Biology, Protein Evolution (Volume 75 изд.). Wiley-Interscience. ISBN 0471205036.
- Branden C; Tooze J. Introduction to Protein Structure. New York, NY: Garland Publishing. ISBN 0-8153-2305-0.
- Irwin H. Segel. Enzyme Kinetics: Behavior and Analysis of Rapid Equilibrium and Steady-State Enzyme Systems (Book 44 изд.). Wiley Classics Library. ISBN 0471303097.

## Spoljašnje veze
- Cutinase на 